# Königliches Schloss Oslo

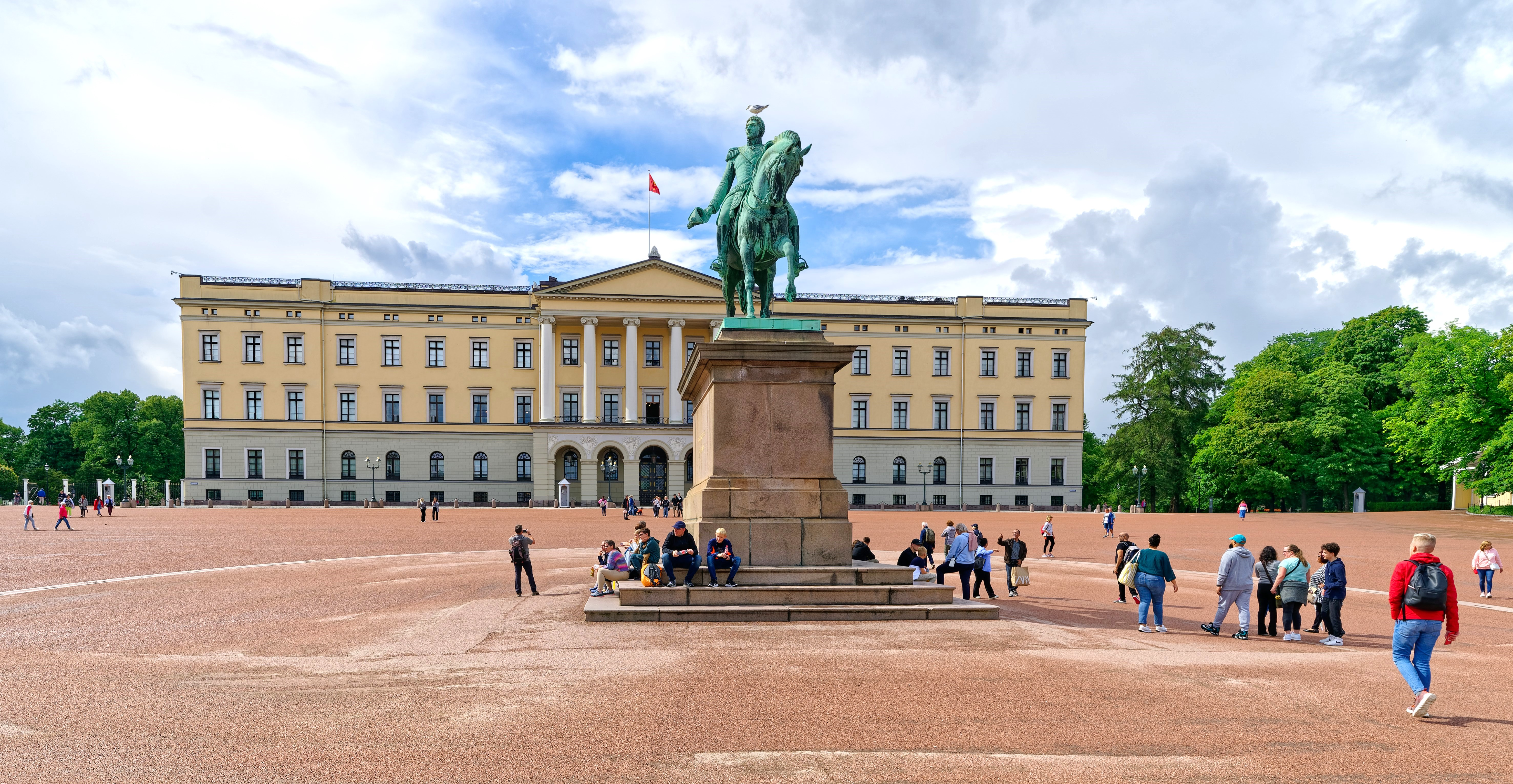
Das Osloer Schloss

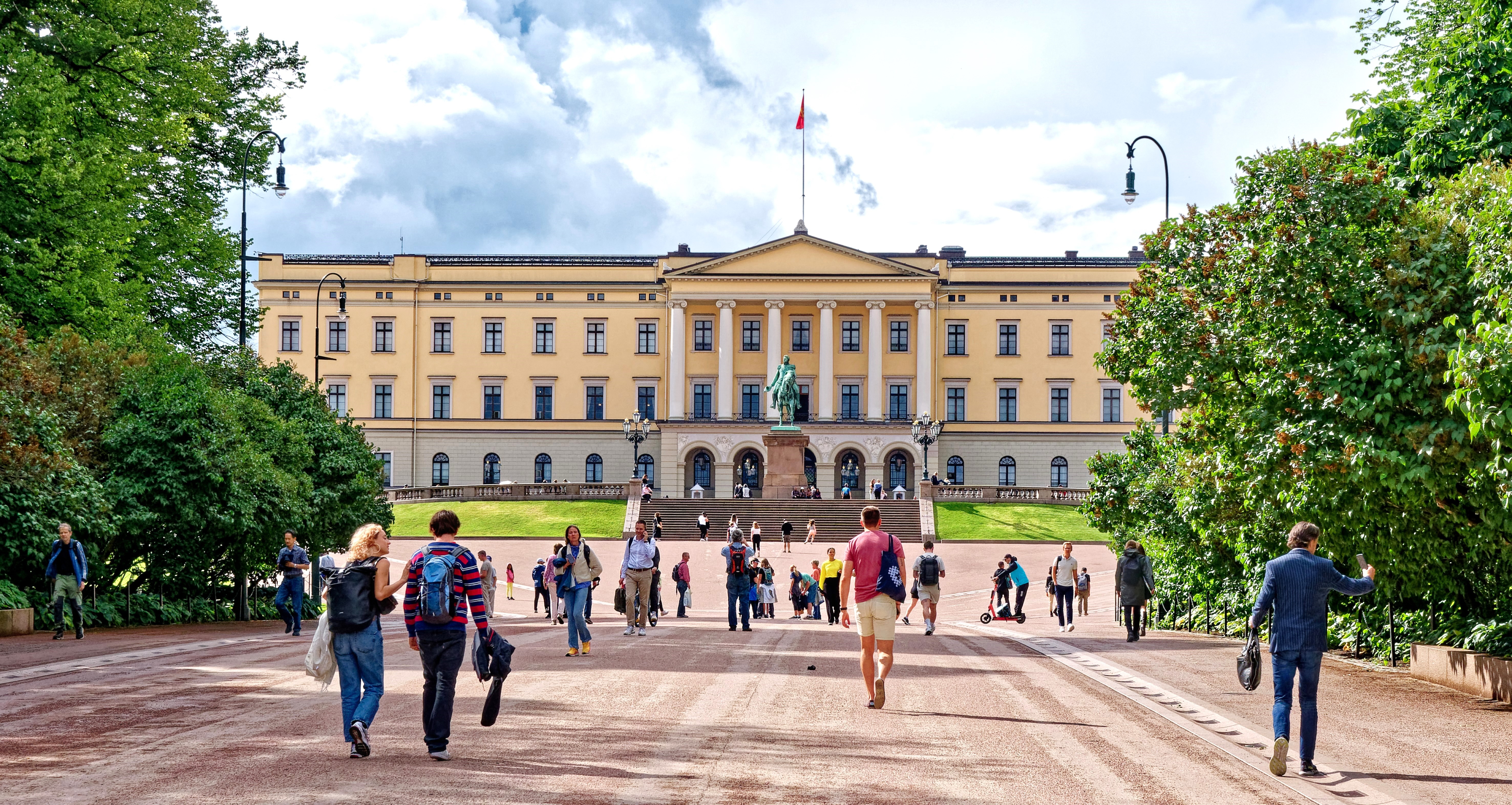
Das Schloss von der Karl Johans gate gesehen.

Das Königliche Schloss Oslo (norwegisch Det kongelige slott) ist die Hauptresidenz des Königs von Norwegen. Es wurde 1825 bis 1849 in Oslo durch König Karl III. Johann vom Architekten Hans Linstow im klassizistischen Stil errichtet.
Das Gebäude liegt am Ende der Karl Johans gate, ist vom 22 Hektar großen Schlossgarten umgeben, und hat mehrere Funktionen zu erfüllen. Es dient als Residenz des Königs, als Ort der staatlichen Repräsentation, der Verwaltung der Monarchie und auch als vornehmstes Gästehaus des Landes. Beim Bau handelt es sich um eine Dreiflügelanlage, die aus Backstein errichtet wurde und verputzt ist. Der dreigeschossige Hauptflügel ist durch drei Risalite aufgelockert, wobei nur der Mittelrisalit durch die Säulenfront hervorsticht. Dieser Flügel ist 100,80 Meter lang und 24,10 Meter breit. Die beiden zweigeschossigen Seitenflügel sind 40,70 Meter lang und 14,30 Meter breit. Das Schloss umfasst 173 Räume und gehört somit zu den kleineren Residenzen Europas.

## Bauphase unter Karl III. Johann
1814 wurde die Union zwischen Schweden und Norwegen unter einem gemeinsamen König geschlossen. Hauptstadt wurde Christiania, das heutige Oslo. Der Monarch des Landes lebte hauptsächlich in Stockholm, sollte jedoch auch eine ständige Residenz in der norwegischen Hauptstadt nutzen können. Die neue Verfassung verpflichtete das Staatsoberhaupt jedes Jahr eine gewisse Zeit dort zu verbringen. Dafür stand das Paléet zur Verfügung. Dieses größte Privathaus der Stadt war jedoch nicht als königliche Residenz geeignet.
1818 wurde Karl XIV. Johann (1763–1844) aus dem Haus Bernadotte König von Schweden und somit auch König von Norwegen als Karl III. Johann. Im Oktober 1822 genehmigte das Storting 150.000 Daler zum Neubau des Schlosses, ohne dass ein Plan oder Bauplatz existiert hätten. Der König entschied sich für die Bellevuehöhen westlich der Innenstadt. Das hügelige Gelände erforderte aufwändige Planierungsarbeiten. Als Architekt wurde 1823 Hans Ditlev Franciscus von Linstow (1787–1851) gewählt. Er übermittelte vier Vorschläge. Der König entschied sich für ein zweistöckiges Gebäude auf H-förmigen Grundriss. Die Regierung verzichtete auf einen Kostenvoranschlag und stimmte dem Baubeginn 1824 zu.
Der Grundstein wurde am 1. Oktober 1825 gelegt. Damit begann nun das größte Bauvorhaben seit Errichtung des Nidarosdomes in Trondheim. Da Norwegen nur wenige geeignete Handwerker hatte, war Linstow auf Spezialisten aus Schweden und Dänemark angewiesen. Bereits 1827 waren 120.000 Daler verbraucht, und zur Fertigstellung wären weitere 272.000 Daler benötigt worden. Ein Komitee des Storting sprach sich gegen die Genehmigung weiterer Mittel bis zur nächsten regulären Versammlung 1830 aus. Diese Entscheidung empfand der König als Affront, und er verlor das Interesse am Projekt. Linstow war gezwungen, seine Arbeitskräfte zu entlassen. Als auch bei der Versammlung des Storting keine Mittel genehmigt wurden, sah Linstow die einzige Lösung in radikaler Kostenersparnis und vereinfachte seine Pläne. Zwei Flügel und die Säulenfront wurden gestrichen, jedoch der Hauptbau um ein Stockwerk erhöht. Damit wurden die Kosten um 100.000 Daler gesenkt. 1833 genehmigte das Parlament jährlich 30.000 Daler für den Zeitraum von drei Jahren.
Nach einer Unterbrechung von sechs Jahren wurden 1834 die Bauarbeiten wieder aufgenommen. Im Sommer 1836 war das Gebäude unter Dach und Fach. Das Richtfest wurde am 1. Oktober 1836 gefeiert.

## Innenausstattung
Zu dieser Zeit war es noch üblich, für das Königspaar getrennte Zimmerfluchten anzulegen. So befand sich im Erdgeschoss das Appartement der Königin und direkt darüber im Hauptgeschoss das Appartement des Königs. Wie üblich sind auch die Staatsräume in der Hauptetage zu finden. Diese Bauhülle galt es nun auszustatten.
Der Architekt wurde freigestellt und begab sich auf eine 15-monatige Reise nach Kopenhagen, Hamburg, München und Dresden. Der Hauptzweck der Reise war es, Ideen für die Innenausstattung des Schlosses zu gewinnen, aber er lernte auch neue Materialien und Stilrichtungen kennen. Das Ergebnis war eine Serie von 66 Zeichnungen mit Vorschlägen für die Ausgestaltung der Haupträume einschließlich Beschreibung und Kostenvoranschlägen. Dieses Werk ist unter dem Namen „Die große Komposition“ bekannt. Die Dekoration des Ballsaals ist von Karl Friedrich Schinkels Konzertsaal im Schauspielhaus in Berlin beeinflusst und der Weiße Salon besitzt die erste Neorokokoausstattung Norwegens. Einen bedeutenden Beitrag zur Ausstattung leistete der Dekorationsmaler Peder Wergmann. Die Arbeiten wurden 1839 aufgenommen und 1848 beendet.

## Erweiterungsmaßnahmen
1844 folgte Oscar I. (1799–1859) seinem Vater auf den Thron. Das neue Königspaar hatte fünf Kinder und so war das Schloss zu klein. Da das bescheidene Äußere auch Proteste in der Öffentlichkeit auslöste, genehmigte das Parlament weitere 108.000 Daler zur Aufwertung der Architektur. Die monumentale Säulenfront wurde nun erbaut und die Platzprobleme wurden durch die Verlängerung der Seitenflügel behoben.
Zwischen 1846 und 1848 erhielt die Residenz ihre Möblierung. Dafür wurden 53.000 Daler bereitgestellt. Die prächtigen vergoldeten Möbel für die Staatsräume wurden in Stockholm und Berlin angefertigt, während die einfacheren Möbel im Inland produziert wurden.
Am 26. Juli 1849 erfolgte die Eröffnung des Gebäudes mit einem großen Ball für 1200 Gäste.

## Das Schloss wird permanente Residenz
Ein wichtiges Ereignis in der Geschichte Norwegens war 1905 die Auflösung der Union mit Schweden. Man entschied sich per Volksabstimmung, die konstitutionelle Monarchie beizubehalten und wählte Prinz Carl von Dänemark (1872–1957) aus dem Hause Schleswig-Holstein-Sonderburg-Glücksburg zum König. Er bestieg als Håkon VII. den Thron. Seine Gemahlin Maud von Großbritannien und Irland war eine Enkeltochter von Königin Victoria. Ab jetzt wurde das Schloss ständig bewohnt. Um es den neuen Erfordernissen anzupassen, erfolgten in den Jahren 1906 bis 1907 umfangreiche Modernisierungen. So wurde eine gemeinsame Familienwohnung im Hauptgeschoss eingerichtet, da getrennte Wohnungen nicht mehr notwendig waren. Eine Zentralheizung und moderne sanitäre Anlagen wurden ebenfalls installiert.

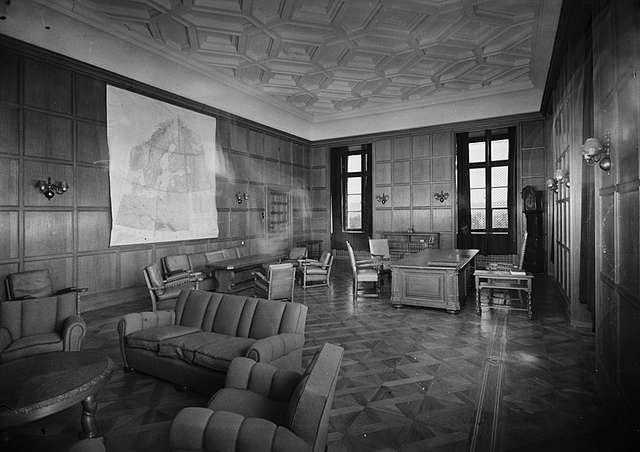
Quislings Büro 1945

Während des Zweiten Weltkriegs war die Königliche Familie im Exil und das Schloss wurde als deutsches Hauptquartier benutzt. Reichskommissar war seit 24. April 1940 Josef Terboven (1898–1945). Er ernannte den norwegischen Faschisten Vidkun Quisling (1887–1945) am 1. Februar 1942 zum Ministerpräsidenten. Quisling benutzte das Wohnzimmer der Königsfamilie als Büro.
Aufgrund der Vernachlässigung des Gebäudes während der Besetzung wurden mit der Thronfolge von Olav V. 1957 wieder Renovierungen nötig. Die Restaurierungen in den 1960er Jahren erfolgten dann unter einem neuen Ansatz. Bis dato wurden Räume im Zeitgeschmack umgestaltet, während man nun auf Wiederherstellung der historischen Dekoration achtete. Das Schloss wurde inzwischen als wichtiger Teil des nationalen Erbes betrachtet.

## Das Schloss unter Harald V.
1991 wurde Harald V. König von Norwegen. Er lebte aber weiterhin auf Skaugum. Das Schloss bedurfte inzwischen einer Generalsanierung, da elektrische und sanitäre Anlagen völlig veraltet waren. Die wurde in mehreren Phasen während der 1990er Jahre durchgeführt und umfasste auch die Wiederherstellung historischer Raumfassungen.
Für das Königspaar wurde eine moderne Wohnung mit Wintergarten im 2. Obergeschoss des südlichen Hauptflügels eingerichtet. Der Einzug erfolgte 2001. Im restlichen Teil des Stockwerks befinden sich Gästesuiten und Zimmer mit modernen Bädern. Das Hauptgeschoss beherbergt die Staatsräume sowie südlich der Galerie die Arbeitszimmer von König Harald V. und Königin Sonja. Nördlich davon schließen sich die Büros von Kronprinz Haakon und Kronprinzessin Mette-Marit an. Die frühere Familienwohnung im südlichen Seitenflügel wurde aufgegeben und in Büros für die Hofangestellten umgestaltet. Die wichtigsten offiziellen Räume sind das Vogelzimmer, der Spiegelsalon, das Tägliche Speisezimmer, der Kleine Festsaal (255 m²), der 10 Meter hohe Große Ballsaal (360 m²) und das Große Speisezimmer (300 m²). Im Erdgeschoss befindet sich der Saal des Staatsrats, wo jeden Freitag um 11 Uhr das Kabinett mit dem König zusammentrifft. Für Staatsgäste stehen hier die Haakon-VII-Suite und die Dronning-Maud-Suite zur Verfügung. Diese Räume umfassen teilweise das ehemalige Appartement der Königin. Im nördlichen Seitenflügel direkt unterhalb des Großen Speisezimmers hat die Schlosskapelle ihren Platz. Versorgungsräume, Büros, Kantine und Küche befinden sich im Untergeschoss.
Somit ist das Königliche Schloss zu Oslo ein gutes Beispiel für ein vom Keller bis zum Dach genutztes lebendiges Residenzschloss. Seit dem Jahr 2000 finden in den Sommermonaten Juni bis August Führungen durch das Schloss statt.
Das letzte Gebäude auf dem Schlossgelände wurde errichtet, als König Haakon und Königin Maud von 1908 bis 1911 die königlichen Stallungen erweiterten. 2023 wurde ein neues Logistikgebäude im hinteren Teil des Schlossparks erbaut. Es beherbergt die Post- und Warenannahme des Schlosses sowie Lagerräume und trägt zur Sicherheit bei, da seither alle Lieferungen zum freistehenden Logistikgebäude und nicht mehr zum Schlossgebäude geleitet werden.

## Umgebung

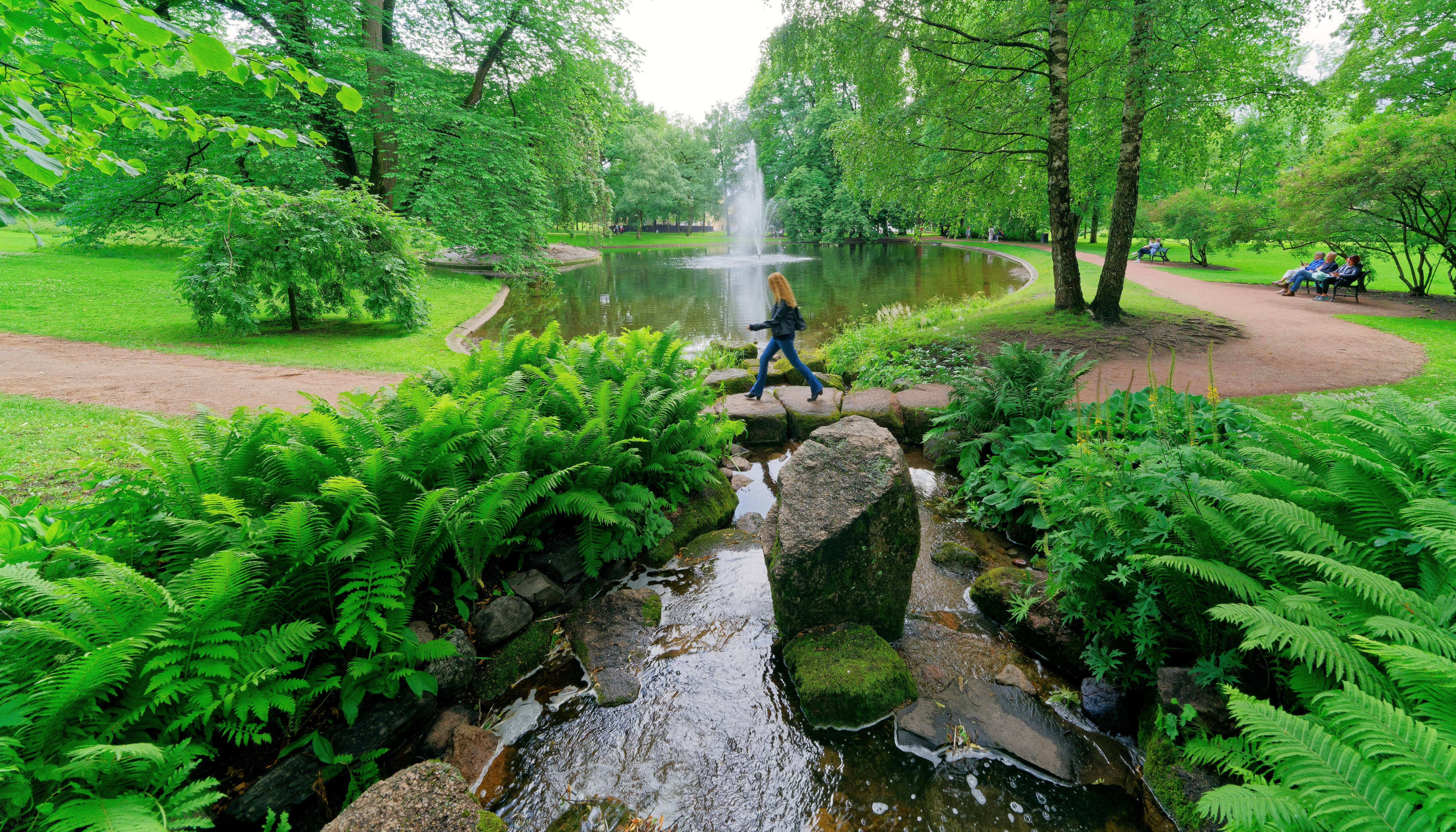
Schlosspark

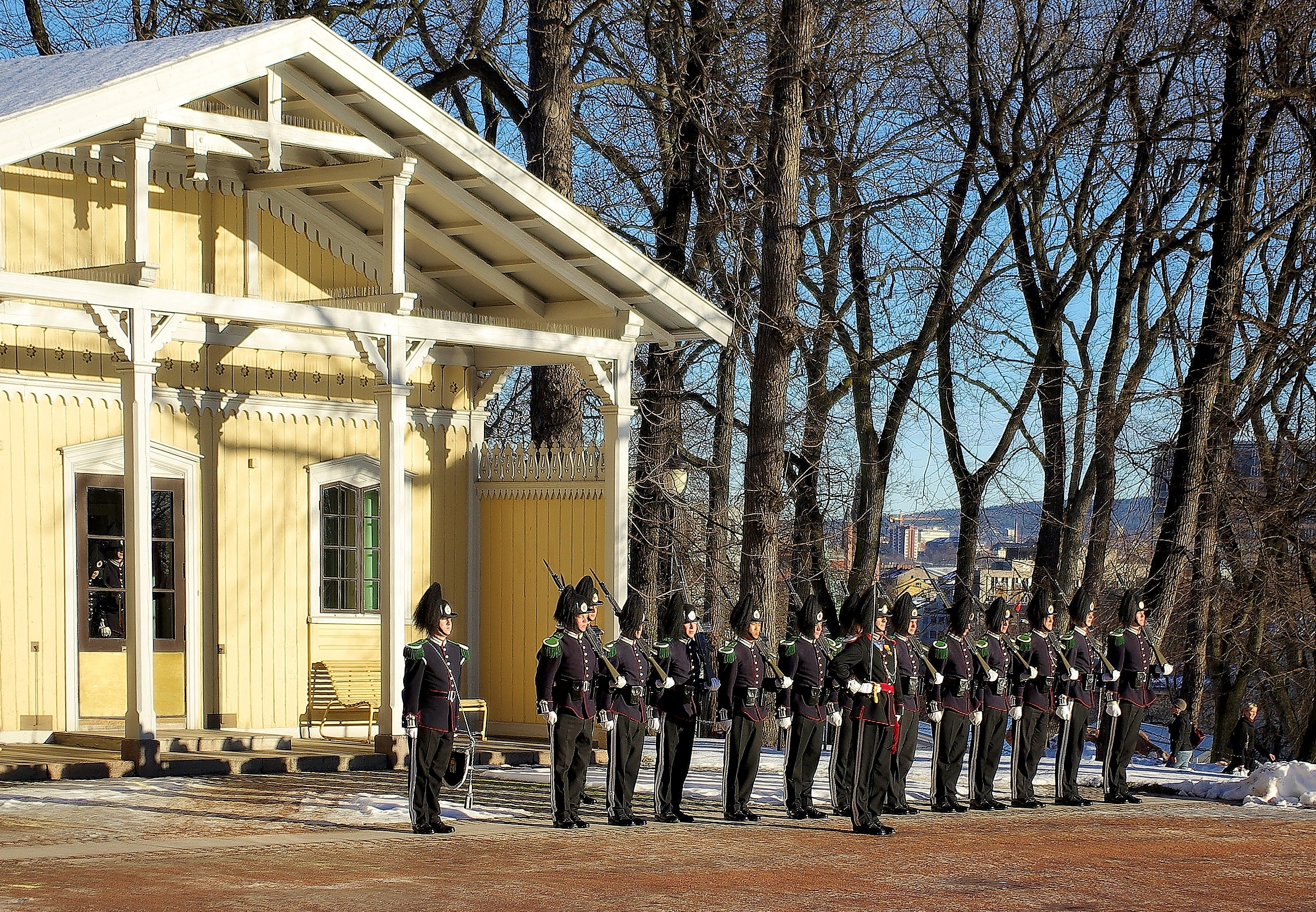
Wachgebäude mit Garde

### Schlosspark
Der das Schloss umgebende Park wurde als englischer Landschaftspark mit Teichen und unterschiedlicher Vegetation vom Schlossgärtner Martin Mortensen ab 1840 angelegt. Statuen im Park wurden für den Mathematiker Niels Henrik Abel 1908, die Schriftstellerin Camilla Collett 1909 (beide von dem norwegischen Bildhauer Gustav Vigeland), Königin Maud 1959 und Kronprinzessin Märtha 2007 aufgestellt.

### Schlossplatz
Der große Platz vor dem Schloss war als strenges Rechteck geplant und wurde aber durch Schlossgärtner Martin Mortensen zu einer hufeisenförmigen Anlage abgemildert. Mit der Errichtung des Reiterstandbildes von Karl Johann 1875 erfolgte eine Aufteilung in einen oberen und unteren Platz durch eine Treppenanlage.
Nördlich des Schlosses steht das im Schweizerstil erbaute hölzerne Wachgebäude. Es wurde 1845 von Linstow errichtet. Zwischen 1845 und 1848 entstand auch der historistische Marstall in der südwestlichen Ecke des Parks. Die Erweiterung um eine Reithalle und Garagen erfolgte 1909 bis 1912.

### Dronning Sonja KunstStall

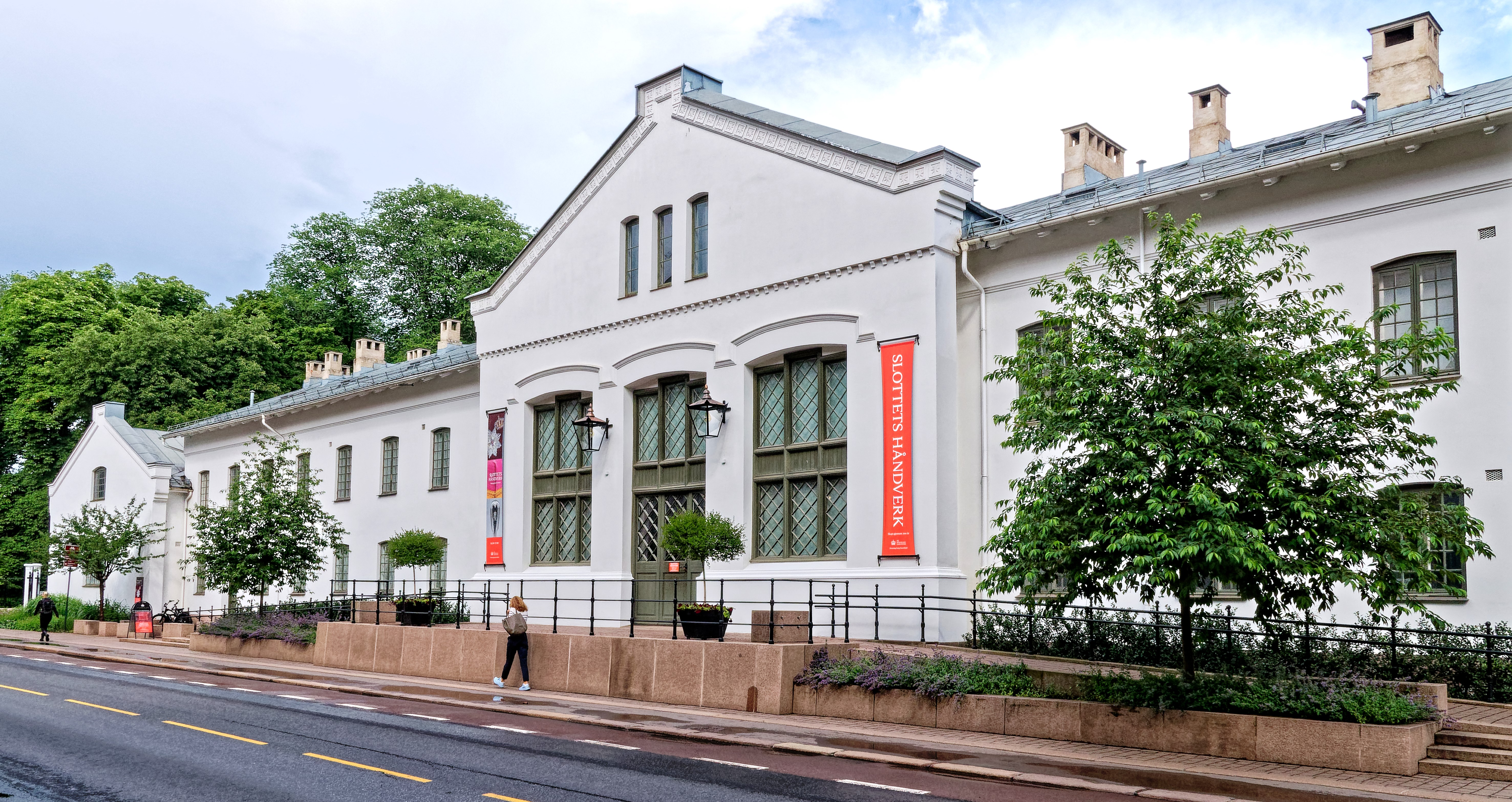
Dronning Sonja KunstStall

Im Sommer 2017 wurden die neu restaurierten Stallgebäude des Schlosses als Dronning Sonja KunstStall der Öffentlichkeit zugänglich gemacht. Hier werden verschiedene Ausstellungen über Kunst und Gebrauchsgegenstände aus den königlichen Sammlungen gezeigt. Beispiele sind der Krönungsmantel der Königin, der im 19. Jahrhundert von prominenten Kürschnern hergestellt wurde und der Buick Roadmaster A1. Es finden wechselnde Ausstellungen statt, gelegentlich finden Sonderveranstaltungen wie Vorträge und Konzerte statt.

## Weitere Residenzen in Norwegen
Bygdøy Kongsgård; Stiftsgården; Oscarshall; Skaugum;